# Rinorea yaundensis
Rinorea yaundensis är en violväxtart som beskrevs av Adolf Engler. Rinorea yaundensis ingår i släktet Rinorea och familjen violväxter. Inga underarter finns listade i Catalogue of Life.